# Dmitrij Prokopcov
Dmitrij Prokopcov (ukrainisch Дмитро Вікторович Прокопцов / Dmytro Wiktorowytsch Prokopzow; * 5. Januar 1980 in Simferopol, Oblast Krim, Ukrainische SSR, Sowjetunion) ist ein ukrainisch, später tschechischer Tischtennisspieler. Von 1996 bis 2017 nahm er an 11 Weltmeisterschaften, 13 Europameisterschaften und einmal an Olympischen Spielen teil.

## Werdegang
Dmitrij Prokopcov wurde in der Ukraine geboren, er begann im Alter von sechs Jahren mit dem Tischtennissport. Zweimal wurde er ukrainischer Meister im Einzel. 1998 wechselte Prokopcov zum tschechischen Klub TJ Nová huť Ostrava. In der Folgezeit überwarf er sich mit dem ukrainischen Tischtennisverband, weil er die geforderte Teilnahme an nationalen Trainingslagern wegen besserer Trainingsbedingungen in Ostrava verweigerte. Unter der ukrainischen Flagge trat Prokopcov deshalb bei der Europameisterschaft 2003 letztmals bei einem internationalen Turnier an. In Tschechien beantragte er die Einbürgerung.
2008 erhielt er die tschechische Staatsbürgerschaft und vertrat danach Tschechien bei internationalen Auftritten. 2010, 2011 und 2013 wurde er tschechischer Meister im Einzel, 2010 zudem auch im Doppel. In den Jahren 2001, 2004 und 2010 siegte Prokopcov bei den Prague Open. Zwischen 2007 und 2011 holte Prokopcov mit der Mannschaft von El Niňo Praha in Folge den tschechischen Meistertitel.
Bei der Europameisterschaft 2010 gewann er mit der Mannschaft Bronze. 2016 qualifizierte er sich für die Teilnahme an den Olympischen Spielen. Hier verlor er in der ersten Runde gegen den Nigerianer Segun Toriola.
Mit den Vereinen TJ Nová huť Ostrava und SKK El Niňo Praha spielte er von 2004 bis 2011 in der europäischen Superliga. In der Weltrangliste belegte er 2010 Platz 49. Im August 2018 wurde Prokopcov aus der Nationalauswahl verabschiedet.

## Privat
Dmitrij Prokopcov ist seit 2011 mit Sabina Růžičková verheiratet. Bei der Hochzeit auf Schloss Chvaly waren sein Teamkollege Josef Simončík und der Starfriseur Jan Cigánik als Trauzeugen anwesend.